# Steghof (Scheibbs)

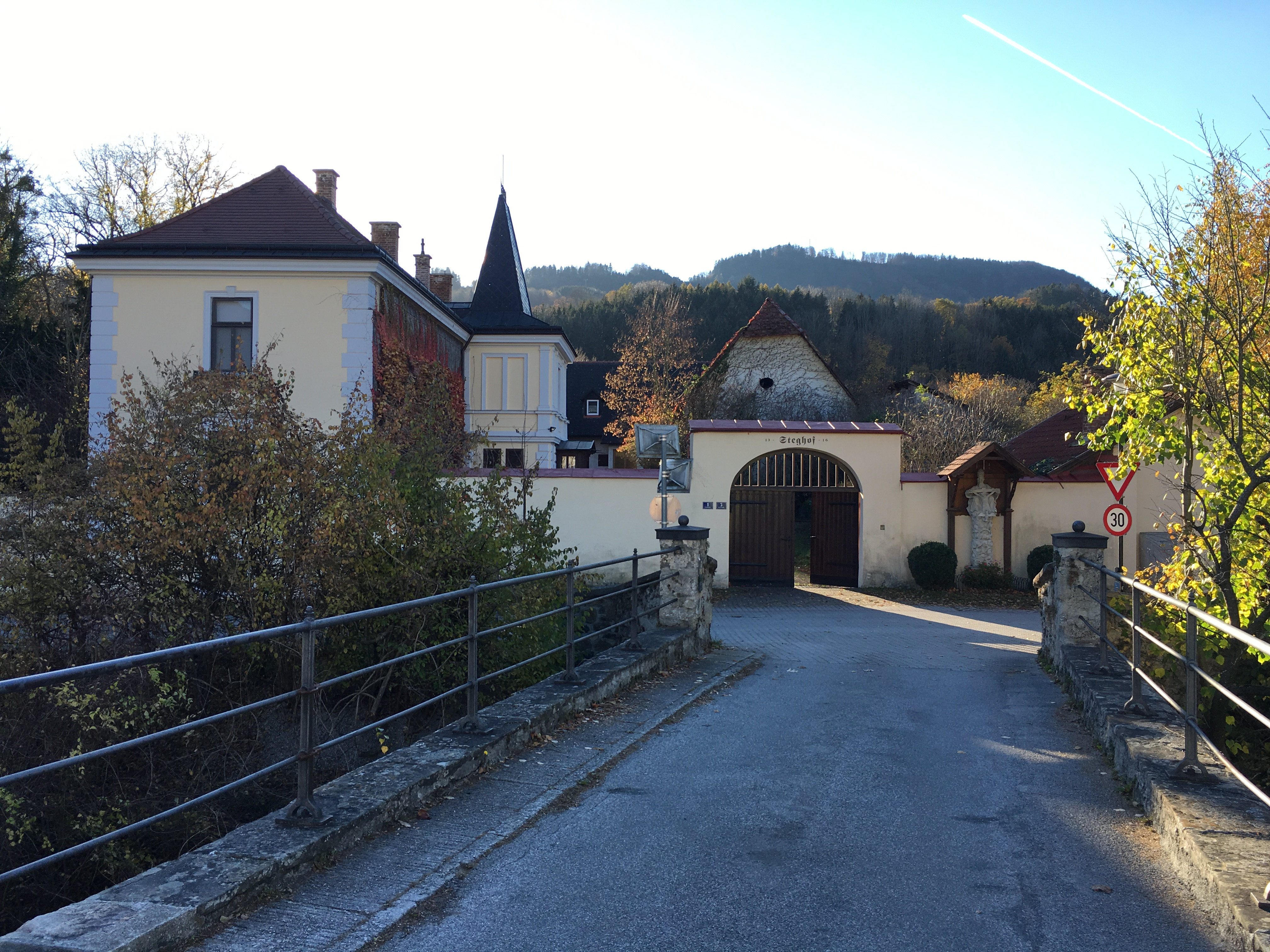
Steghof in Scheibbs

Der Steghof ist ein herrschaftliches Anwesen aus dem Mittelalter und liegt direkt am linken Erlaufufer nordwestlich des Stadtzentrums der Stadtgemeinde Scheibbs im Bezirk Scheibbs in Niederösterreich. Der Name Steghof bezieht sich auf den Erlaufübergang vor dem Gebäude, ursprünglich ein Holzsteg, der 1554 durch eine steinerne Brücke, die Römerbrücke, ersetzt wurde.

## Geschichte

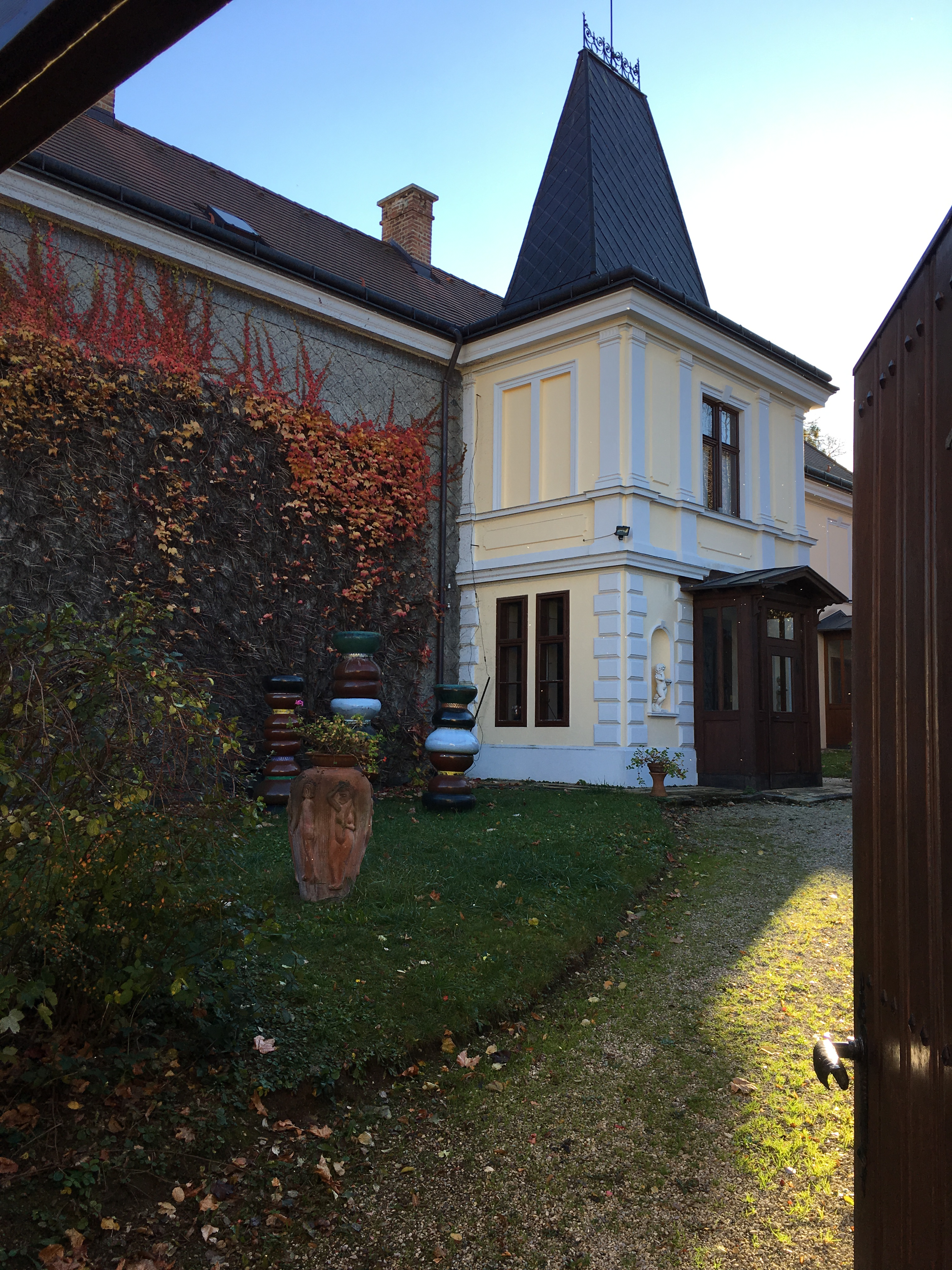
Steghof Innenhof, späthistoristischer Portikus

1336 verkaufte „Chunrat der Scheuerbech“ (Scheuernbach) den „Hof am Steg“ mit der Hofstatt im Vogelsang an den Landesfürsten zur Bestiftung der Kartause Gaming. Als Gutshof des Klosters wurde er zu Lehen vergeben. 1358 war der Hof Besitz des „Chlaechels“, 1361 verkaufte „Hainreich der Chlaechel“ den Hof, ein Burgrechtslehen des Klosters Gaming, seinem Bruder Seifriden und weiteren Verwandten. 1538 erschienen hier Rueprecht Laffenthaler und 1554 Andre Peugenast. Im 20. Jahrhundert war der Steghof im Besitz der Familie Jenewein, zuletzt ist die Familie Sedlinger Eigentümer.

## Anlage

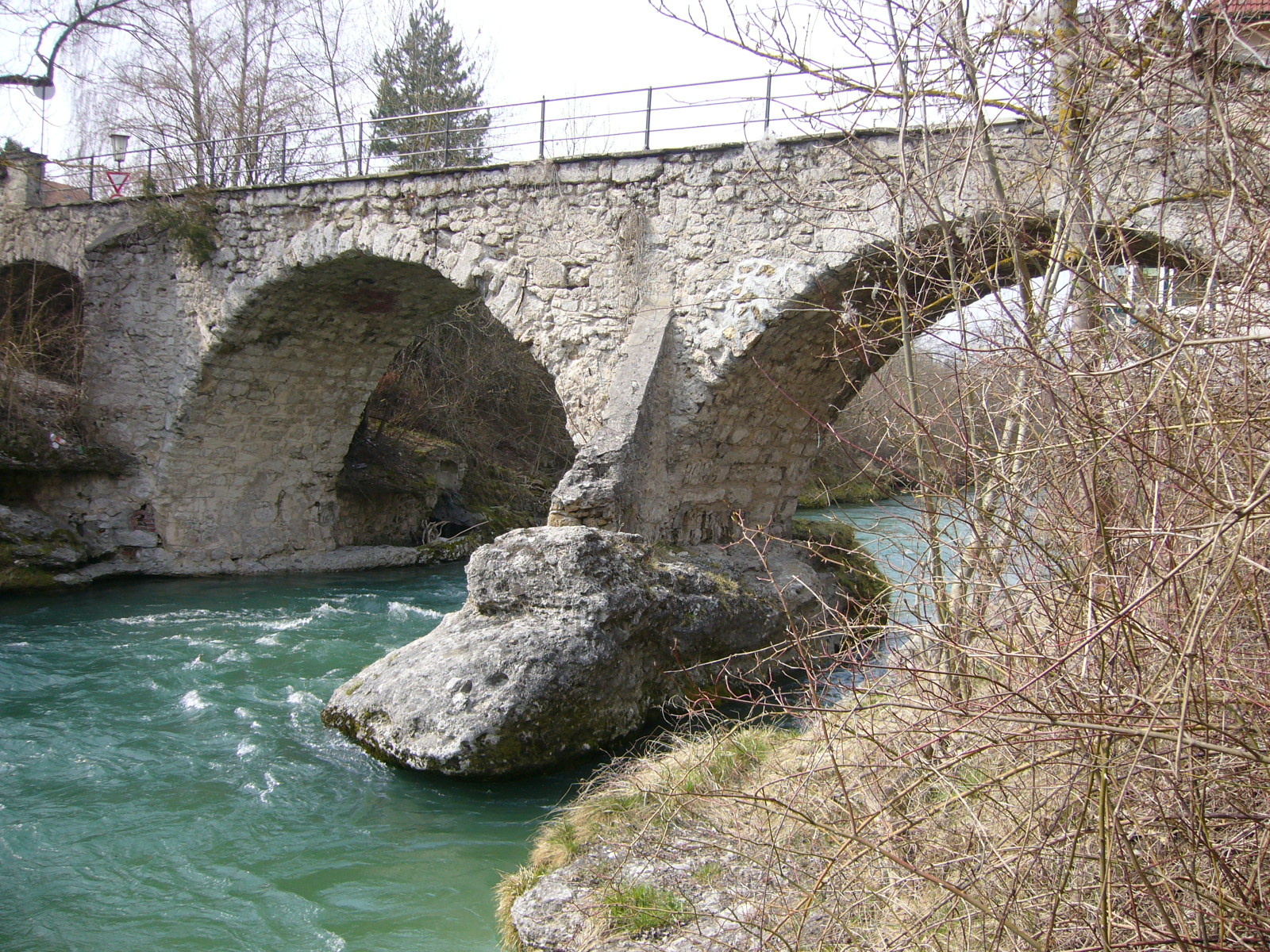
Römerbrücke vor Steghof

Der Steghof liegt rund 550 Meter nordwestlich der Pfarrkirche von Scheibbs, unmittelbar am linken Ufer der Erlauf. Das Anwesen ist etwas abseits des Stadtkerns, direkt zwischen der nach Norden führenden, den Fluss begleitenden Erlafstraße und der Bahnlinie nach Kienberg-Gaming situiert. Die mehrseitige, bewohnte und gepflegte Anlage besteht aus dem südlichen, Ost-West-gerichteten Wohntrakt und einem nördlich angeschlossenen Hof, der im Norden und Westen von Wirtschaftstrakten umgeben ist. Der zweigeschoßige Wohntrakt zeigt eine späthistoristische Fassadengliederung, soll nach Dehio im Kern jedoch in das 17. Jahrhundert zurückgehen. Der Bau trägt ein flaches Walmdach, der nördlichen Hofseite ist zentral ein zweigeschoßiger, turmartiger Portikus mit hohem, spitzem Walmdach vorgestellt. Der Wirtschaftstrakt stammt nach Dehio noch aus dem 18. Jahrhundert. Straßenseitig schließt eine Mauer mit zentralem Rundbogentor den Hof, über dem Tor ist die Aufschrift „Steghof 1316“ aufgemalt. Da der gesamte Bau verputzt ist und Einblicke in die Mauertechnik verwehrt sind, lassen sich über das Alter des Baus keine weiteren Aussagen treffen.